# Misti
I misti nel nuoto sono la combinazione dei quattro differenti stili natatori.

## Gli stili
La farfalla, il dorso, la rana e lo stile libero si nuotano in quest'ordine in gare di 200 metri misti (50 metri per stile) e 400 metri misti (100 metri per stile). In vasca corta si nuotano anche i 100 misti (25 metri per stile) e tale gara non si nuota in vasca lunga. Esistono particolari tecniche per eseguire virate che permettano il cambiamento dello stile nuotato.
Una terza gara dei misti è la staffetta 4 x 100 metri misti, in cui ogni staffettista nuota 100 metri di uno dei quattro stili. L'ordine in questo caso è dorso, rana, farfalla e infine stile libero , per consentire l'esecuzione della partenza a dorso, che si effettua partendo dall'acqua.

## Record del mondo
- 200 metri misti maschili: Ryan Lochte 1:54:00 (Shanghai, 28 luglio 2011)
- 400 metri misti maschili: Léon Marchand 4:02:50 (Fukuoka, 23 luglio 2023)
- 200 metri misti femminili: Katinka Hosszú 2:06:12 (Kazan', 3 agosto 2015)
- 400 metri misti femminili: Katinka Hosszú 4:26:36 (Rio de Janeiro, 6 agosto 2016)